# Anacanthotermes baluchistanicus
Anacanthotermes baluchistanicus es una especie de termita cosechadora del género Anacanthotermes, de la familia Hodotermitidae, orden Blattodea. Fue descrita por Akhtar en 1974.
Se distribuye por Asia: en la región de Baluchistán. Fue publicada en Akhtar, M.S. (1974a) New termites from Pakistan. Biologia (Lahore), 20(1), 23–61.